# Bartići
 Bartići  (olaszul: Bartici) falu Horvátországban, Isztria megyében. Közigazgatásilag Labinhoz tartozik.

## Fekvése
Az Isztria keleti részén, Labin központjától 6 km-re délre  fekszik.

## Története
A településnek 1880-ban 110, 1910-ben 150 lakosa volt. Az első világháború után Olaszország, a második világháború után Jugoszlávia része lett. Jugoszlávia felbomlása után 1991-ben a független Horvátország része lett. 2011-ben 77 lakosa volt.

## Lakosság
| Lakosság változása | Lakosság változása | Lakosság változása | Lakosság változása | Lakosság változása | Lakosság változása | Lakosság változása | Lakosság változása | Lakosság változása | Lakosság változása | Lakosság változása | Lakosság változása | Lakosság változása | Lakosság változása | Lakosság változása | Lakosság változása |
| ------------------ | ------------------ | ------------------ | ------------------ | ------------------ | ------------------ | ------------------ | ------------------ | ------------------ | ------------------ | ------------------ | ------------------ | ------------------ | ------------------ | ------------------ | ------------------ |
| 1857               | 1869               | 1880               | 1890               | 1900               | 1910               | 1921               | 1931               | 1948               | 1953               | 1961               | 1971               | 1981               | 1991               | 2001               | 2011               |
| 0                  | 0                  | 110                | 162                | 166                | 150                | 0                  | 0                  | 177                | 158                | 153                | 113                | 86                 | 93                 | 79                 | 77                 |